# Julio Aguilar Azañón
Julio Aguilar Azañón (Robledo, Albacete, 1934 - Granada, 2000) fue un empresario industrial y político español que fue diputado por Jaén en la I Legislatura (1979-1982). 

## Biografía
Licenciado en Empresariales, desarrolla su actividad profesional como perito mercantil en Jaén. Previamente a su elección como diputado participó en los siguientes cargos: Presidente de la Cámara Oficial de Comercio e Industria de Jaén,  Presidente de la Federación Empresarial de Jaén, Vicepresidente nacional de la CEPYME y Consejero del Instituto Nacional de la Salud en representación de la PYME, Consejero de la Comunidad Olivarera y Presidente Nacional de Fabricantes de Aceite de Oliva; y concejal y primer Teniente Alcalde del Ayuntamiento de Jaén (1967-1973). 
A finales de 1976 la visita a Jaén de Agustín Rodríguez Sahagún, presidente de la Confederación Española de la Pequeña y Mediana Empresa (CEPYME), despierta el interés de Julio Aguilar Azañón, el cual pronto se sumará al proyecto de constituir organizaciones empresariales democráticas: 

"Realmente Julio Aguilar Azañón, que un año más tarde se afiliaría a la UCD y sería diputado por Jaén, fue el hombre clave para que afloraran una serie de empresarios, muchos de ellos jóvenes y con iniciativas, y era, además, un empresario raro para entonces y más en esta provincia, ya que tenía dos carreras, sabía trabajar, hacía trabajar y con  capacidad para  ilusionar a su gente y encima, junto con su hermano Ramón, había creado una industria puntera de maquinaria de extracción de aceite."

En febrero de 1977 formó parte, junto a Miguel González, de la comisión promotora de la Federación Empresarial de Jaén.
El 8 de enero de 1980, con ocasión de la visita oficial de los Reyes de España a Jaén, el rey Juan Carlos recibió de Julio Aguilar Azañón, entonces presidente de la Cámara Oficial de Comercio e Industria de Jaén, la medalla de honor de la institución. 
El 31 de octubre de 1981 dejó su cargo en la Presidencia de la Cámara Oficial de Comercio e Industria de Jaén.

## Diputado de la I Legislatura democrática de España
En 1979 fue elegido diputado por la provincia de Jaén en las Cortes Generales participando en la candidatura de UCD, partido triunfante por mayoría simple en las elecciones generales. 
Participó en las siguientes comisiones:
- Vocal de la Comisión de Economía desde el 11 de mayo de 1979 al 14 de mayo de 1981
- Secretario Primero de la Comisión de Presupuestos desde el 3 de marzo de 1982 al 31 de agosto de 1982
- Secretario Primero de la Comisión de Industria y Energía desde el 11 de mayo de 1979 al 10 de marzo de 1982
- Vocal de la Comisión de Industria, Obras Públicas y Servicios desde el 10 de marzo de 1982 al 31 de agosto de 1982
- Vocal de la Comisión Especial de los Problemas de la Emigración desde el 8 de noviembre de 1979 al 10 de marzo de 1982

El 23 de febrero de 1981 fue uno de los diputados que estaban presentes en el hemiciclo del Congreso cuando se produjo el asalto del teniente coronel de la Guardia Civil Antonio Tejero como parte de la intentona de golpe de Estado del 23 de febrero.